# Luanco
Luanco (Lluanco en asturiano y oficialmente Lluanco / Luanco) es una parroquia y una villa, capital del concejo asturiano de Gozón, en España. 
La parroquia cuenta con una población de 5904 habitantes, de los que 5398 corresponden a la villa (2023). En el año 2005 el Consejo de Gobierno del Principado de Asturias declaró de forma oficial la denominación bilingüe Lluanco/Luanco para denominar a esta localidad. Está situado entre Candás y Avilés, a pocos kilómetros del Cabo de Peñas, que constituye el punto más septentrional del Principado. Fue villa principalmente pesquera, aunque en las últimas décadas se ha desarrollado gracias al turismo.

## Historia

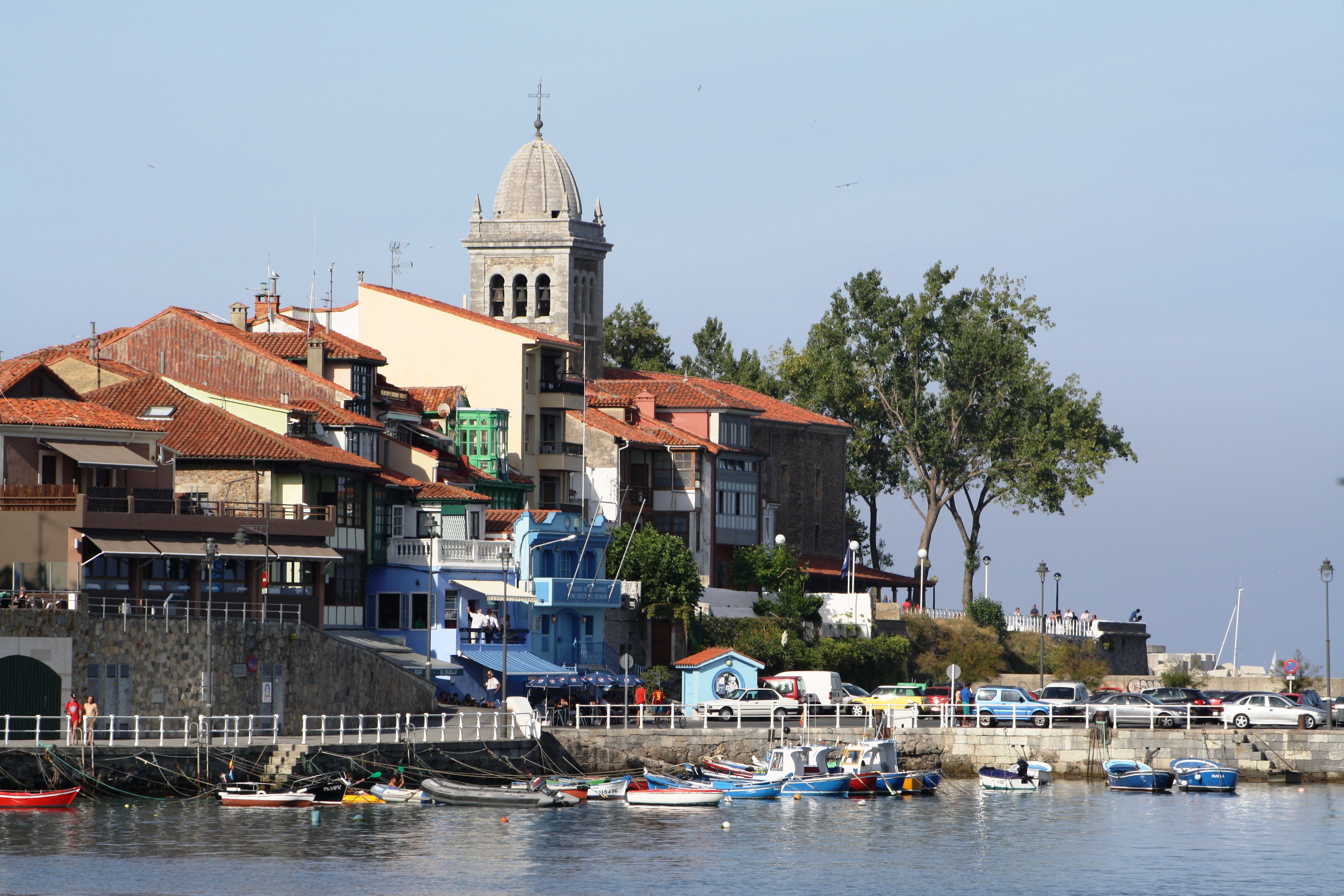
Muelle viejo e iglesia de Santa María

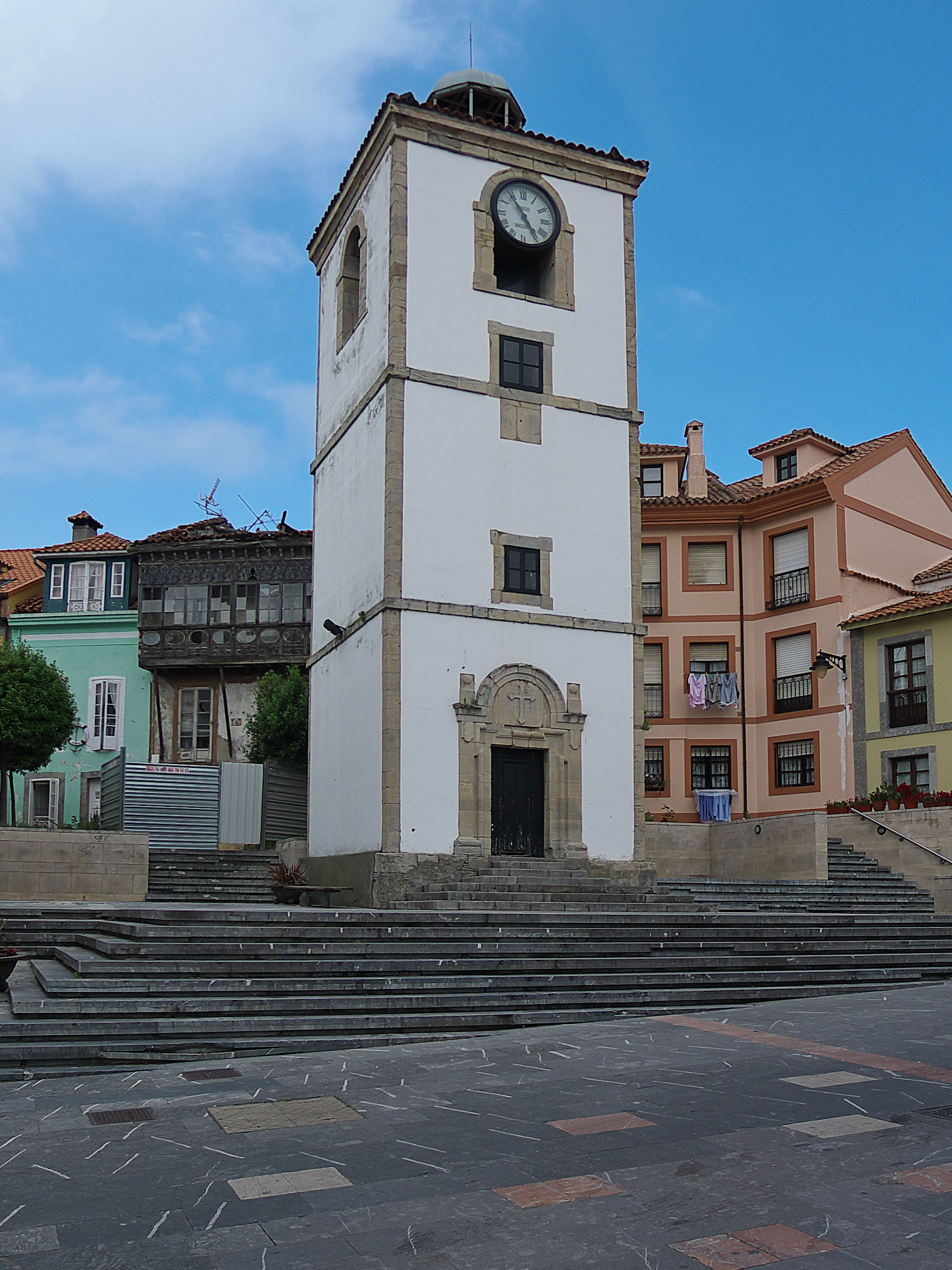
La Torre del Reloj

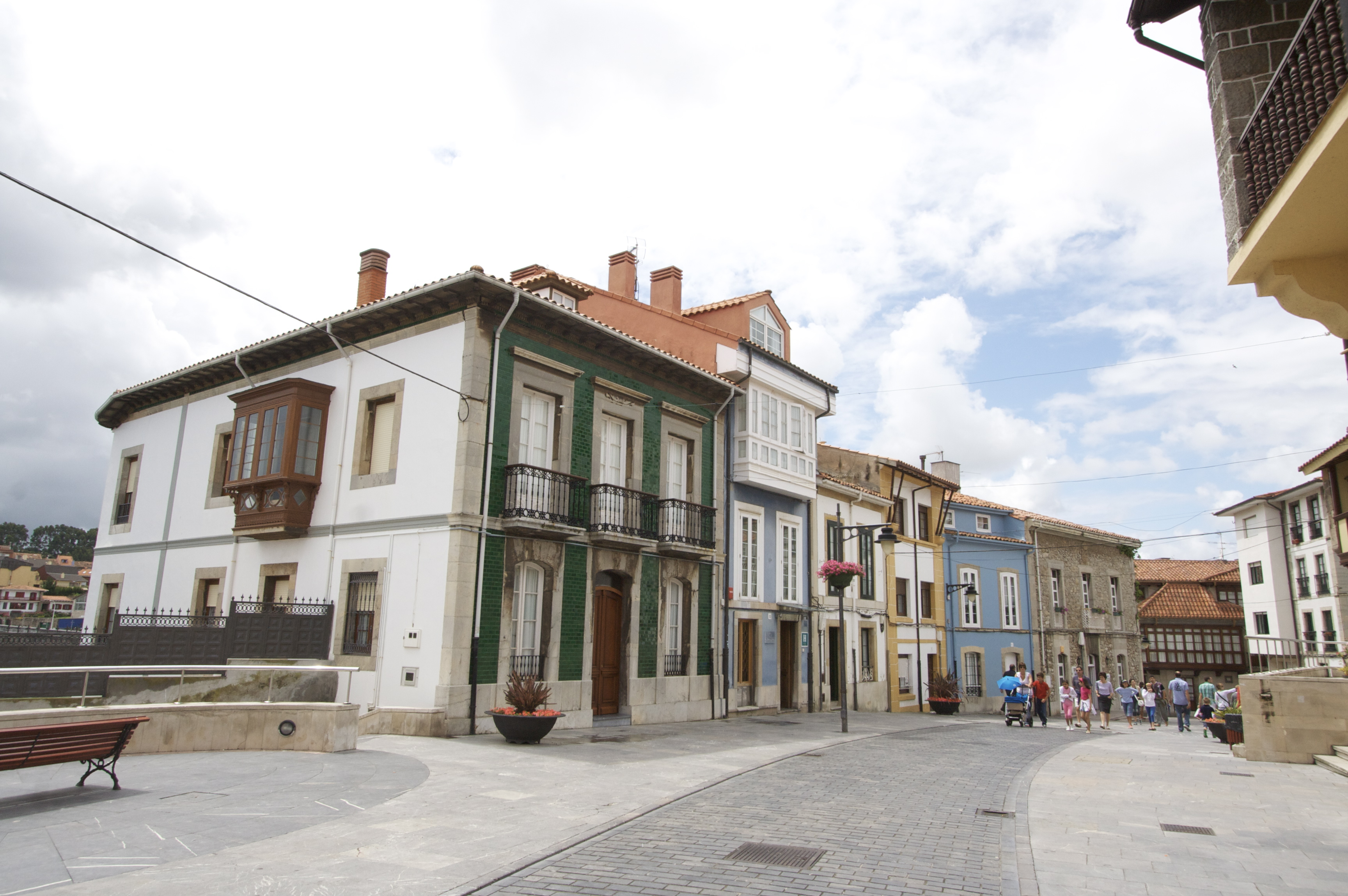
Casco histórico de Luanco

Luanco surge como población pesquera. Ya en el siglo XIII, Alfonso X concede Carta Puebla a Gozón por su importancia pesquera. El bonito y las ballenas eran las principales capturas, cayendo la pesca de cetáceos a partir del siglo XVIII. El pequeño puerto de Luanco se especializó también en el tráfico de pequeñas mercancías y la industria de salazones y escabeche en la Edad Moderna.
Durante la Guerra de la Independencia Española, los franceses ocuparon Luanco en 1809 y en 1811 causando graves daños en la villa.
A finales del siglo XIX, Luanco se convierte en un centro de ocio veraniego. La inauguración de un balneario y una casa de baños en la playa de La Ribera en 1890 simboliza esta conversión. El turismo veraniego generado por estos espacios provocó la instalación de empresas industriales dedicadas a la producción de conservas y establecimientos de servicios relacionados con esta nueva forma de ocio, aunque Luanco no sufrió una industrialización similar a la de poblaciones vecinas como Candás o Avilés, entre otros motivos al no construirse ferrocarril.
La villa de Luanco cuenta con un concurrido muelle y un puerto, el puerto de Gayo, cuyas obras comenzaron en 1903 con el apoyo del ministro Félix Suárez Inclán, vecino de Avilés. Este puerto sin embargo nunca llegó a tener gran tráfico comercial y pesquero debido a las difíciles característica de la bahía. En 2011 se inaugura el Puerto Deportivo junto al de Gayo. El paseo marítimo fue construido entre 1915 y 1930. La inauguración del Teatro del Carmen en 1913 permitió la aparición de actividades como el teatro, la zarzuela, el cuplé, el baile dominical y el cine. En 1929 se inauguró otro teatro, el Teatro Moderno, de mayores dimensiones que el anterior y que contaba con tres salas de proyección.
Durante la guerra civil española sufrió el bloqueo del ejército franquista por mar, desde el verano de 1936, y vivió la evacuación en octubre de 1937 del Gobierno de Asturias y de la mayor parte del Ejército Republicano del Norte decretada por Belarmino Tomás.
Ya durante el franquismo, con la construcción de las factorías de Ensidesa en Avilés y Veriña en Gijón en los años 1950 y 1960, Luanco adquiere funciones de villa dormitorio. A partir de los años 1960 y 1970 comienza el turismo de masas procedente sobre todo del interior de Asturias, Castilla y León o Madrid, experimentando un notable crecimiento urbano y la construcción de urbanizaciones de segunda vivienda hasta la llegada de la crisis inmobiliaria. A pesar de la expansión de estas urbanizaciones, sigue conservando su imagen tradicional en el casco antiguo.

## Etimología
El topónimo "Luanco" es de origen prerromano, y forma parte de la serie de topónimos "Lúa", "Luarca", "Luía", "Luaces", "Luou", "Luaña", "Lueiro", etc. Podría derivar de una forma indoeuropea *lou- 'lavar', o bien *leu- 'sucio, (fango)', o incluso *leu-, 'piedra'.

## Lugares de interés

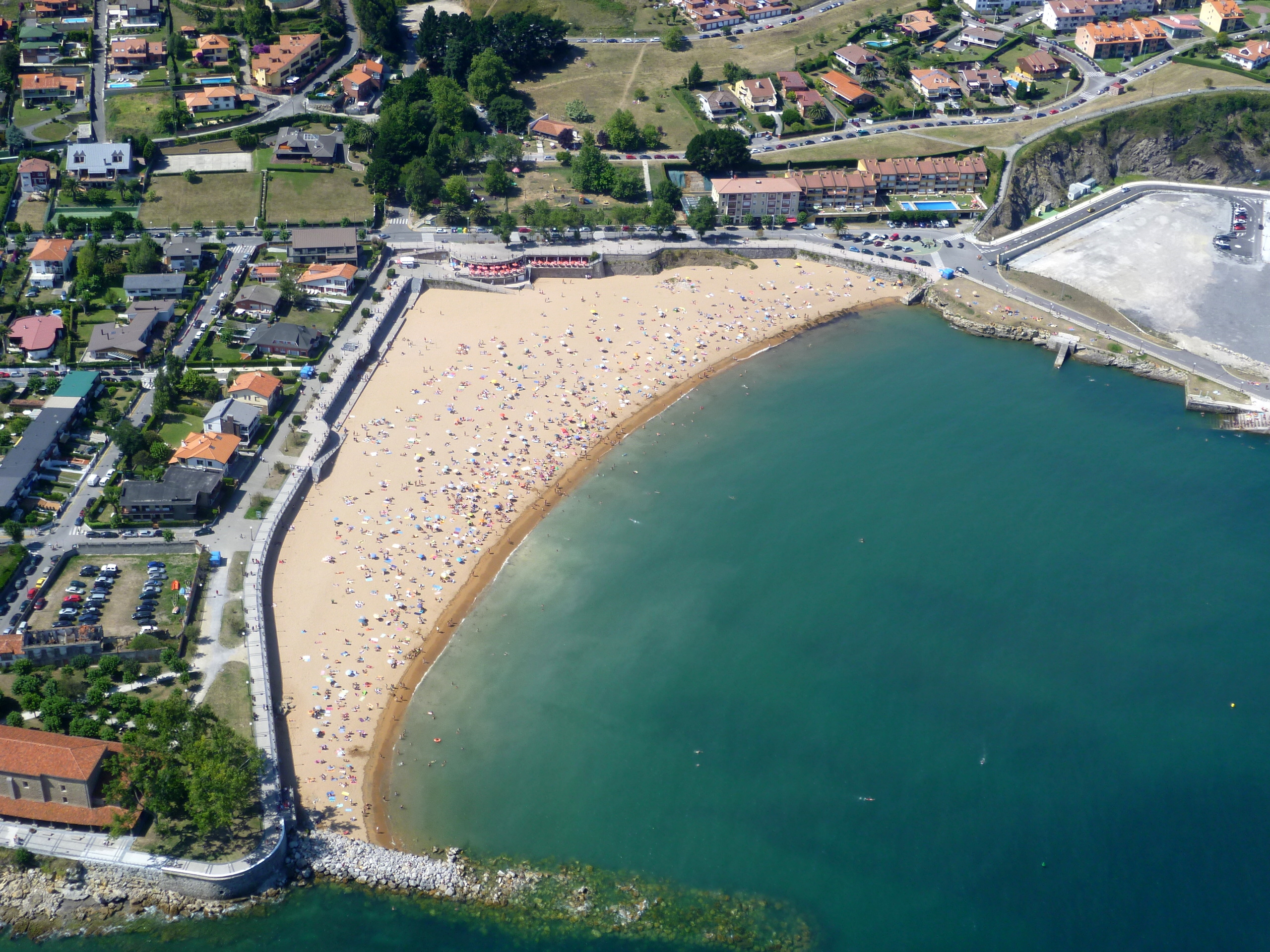
Playa de Santa María

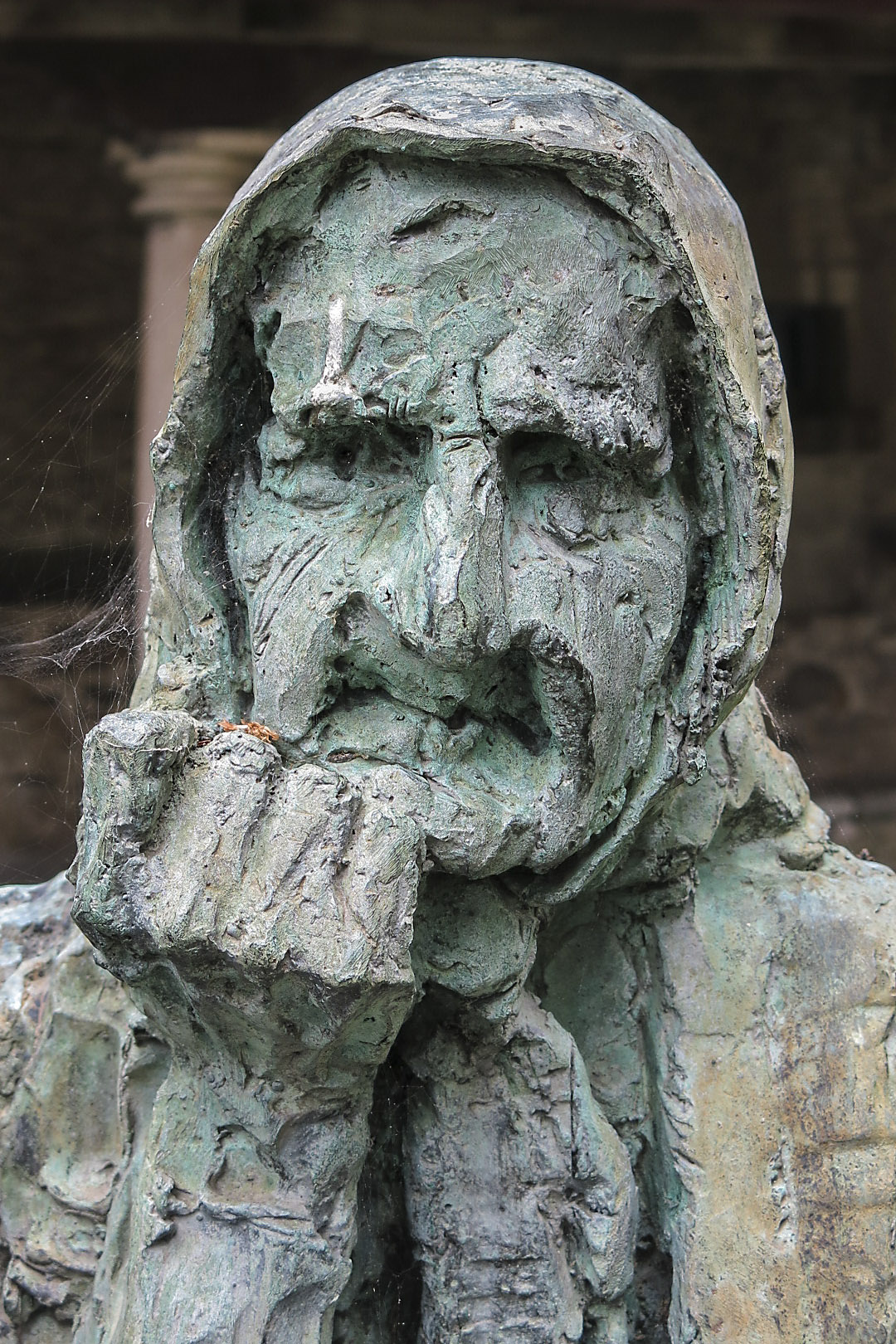
Detalle de Plañideras, obra de Pepe Antonio Márquez, al lado de la iglesia Parroquial de Santa María

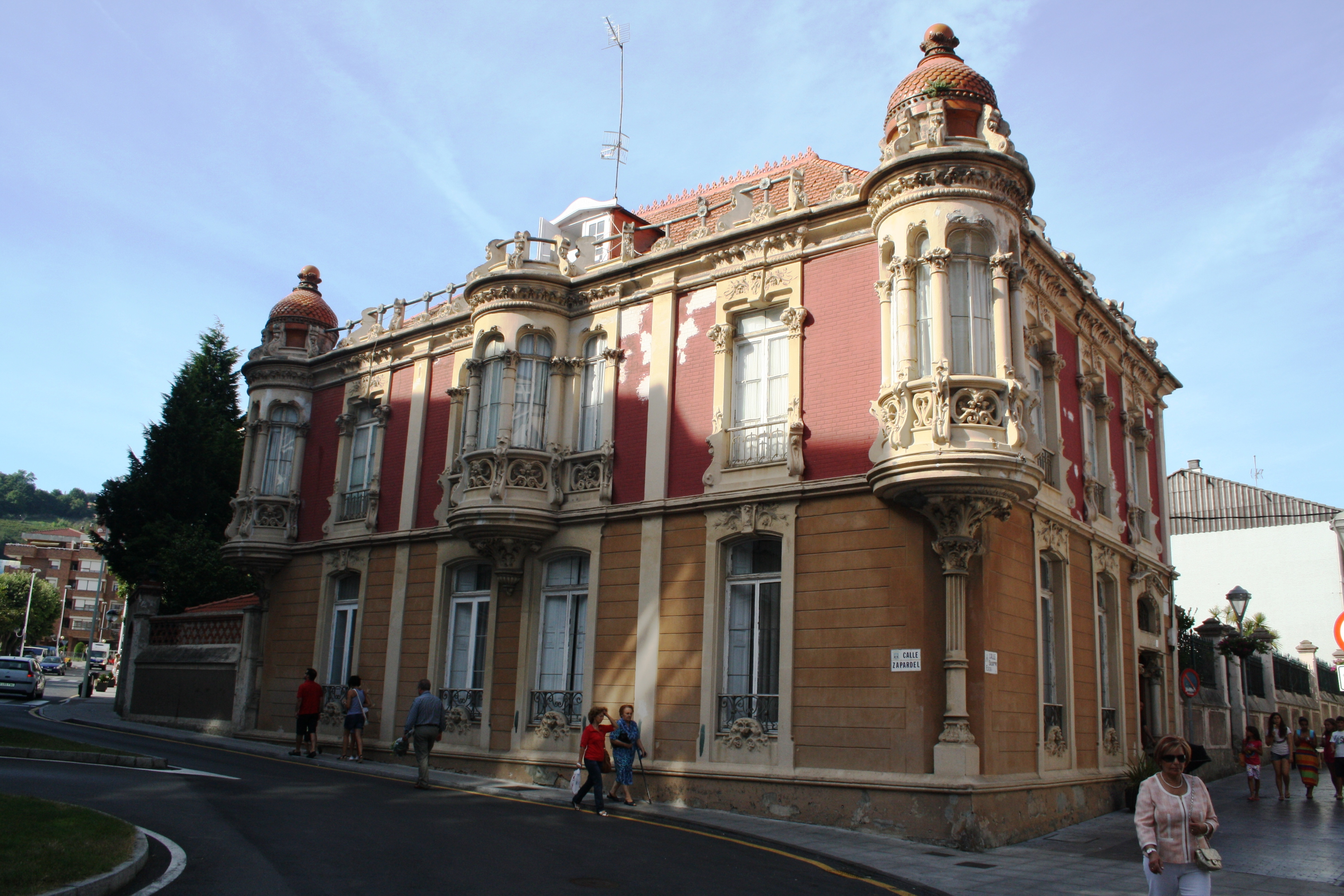
Casa Morí

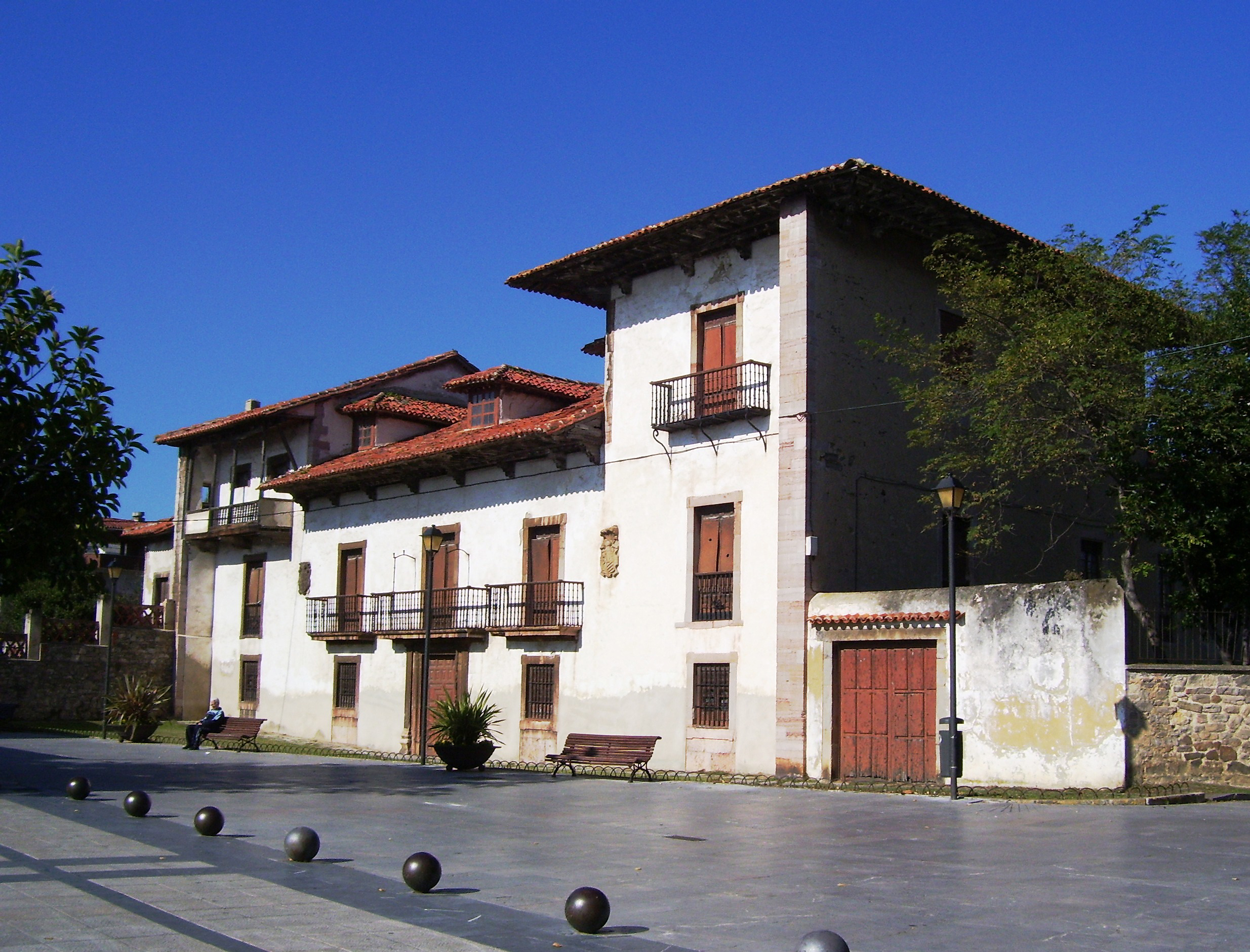
Palacio de los Menéndez Pola

De especial mención son la iglesia Parroquial de Santa María y la Casa de los Menéndez de la Pola (ambos Bien de Interés Cultural), el Museo Marítimo de Asturias (institución fundada en 1948), la Torre del Reloj, las capillas de San Juan, la Concepción y la situada en la Isla del Carmen y la modernista Casa Mori (obra de Manuel del Busto). En el interior de la Iglesia Parroquial existen siete retablos barrocos, contemplándose en el principal la venerada imagen del Cristo del Socorro, que según la tradición local libró de la tempestad a unos pescadores luanquinos en el siglo XVIII.
Destacan las dos playas de la villa: la playa de La Ribera (que desaparece con marea alta) y la playa de Luanco o de Santa María. También el Puerto de Gayo y su paseo marítimo, y el Muelle viejo, en torno al cual se organiza la zona antigua de Luanco, con la concurrida calle de La Riba.
Luanco cuenta además con Casa de Cultura, situada en el parque de Zapardel. 
En el entorno de Luanco destacan sendas costeras, calas y áreas recreativas. 

### Celebraciones
Las fiestas más importantes son el 5 de febrero (Santísimo Cristo del Socorro), el 16 de julio (fiestas de El Carmen) y el Carnaval del Verano (14 de agosto), el cual goza de especial fama en las últimas décadas. Además durante Semana Santa tienen lugar varias procesiones como la del Farolillo y, la más importante, la procesión de La Venia en el Domingo de Resurrección en la playa de La Ribera. Ésta está documentada al menos desde 1783 y se relaciona con la pesca del bonito.
Desde hace años es especialmente conocido el  Torneo Tenis Playa. Declarada Fiesta de interés turístico, se trata de un torneo de exhibición que se celebra en la playa de La Ribera en bajamar, y que contó con la presencia de decenas de tenistas internacionales como Carlos Moyá, Juan Carlos Ferrero, Feliciano López o Cédric Pioline. Sin embargo por motivos presupuestarios se suspendió en 2013, recuperándose en 2022.

## Barrios
La parroquia de Luanco comprende 8 barrios, además de la villa de Luanco:
- Aramar
- Balbín
- Legua
- Luanco (capital)
- Mazorra
- Moniello
- Peroño
- Santa Ana
- La Sierra

## Deportes
- Gozón Club de Fútbol
- Villa de Luanco
- Club Marino de Luanco
- Torneo Tenis Playa
- Club Náutico de Luanco
- Bandera Ayuntamiento de Gozón
- Contrarreloj El Socorro
- Club Vela Luanco,
- Club de Tenis Balbín
- Club Judosport Luanco
- Sociedad deportiva Gauzón

## Personas destacadas
- Eugenio Arruti González-Pola, talentoso pintor paisista discípulo de Carlos de Haes.
- Isidoro Acevedo, fundador del Partido Comunista Español.
- Valentín Vega, fotógrafo.
- Pedro González-Blanco, periodista y poeta.
- Andrés González-Blanco, crítico literario
- Edmundo González-Blanco, escritor y traductor.
- José Andrés Gutiérrez Alonso, pintor
- Luis Vega Escandón, abogado y político.
- Manuel Vega-Arango, expresidente del Real Sporting de Gijón.
- Luis Servando Peláez Rodríguez, político asturiano.
- Juan Avendaño, extenista y capitán del equipo español vencedor de la Copa Davis 2004.
- Juanma, exjugador de fútbol profesional.
- Monchu, exjugador de fútbol profesional.
- Javier Gutiérrez Álvarez, actor.
- Luis Morán, jugador de fútbol profesional.
- Pedro Orfila, jugador de fútbol profesional.
- Ángel Fernández Artime, rector mayor de los Salesianos.
- Nacho Méndez-Navia Fernández, jugador de fútbol profesional.
- Míguel Fernandi García, presentador de radio, cantante.
- Miguel García Fernández, piragüista.
- Berta García Antuña, jugadora de rugby
- Gonzalo Viña Colomar, atleta de élite
- José Lozano, personaje célebre